# Heteronychia
Heteronychia är ett släkte av tvåvingar. Heteronychia ingår i familjen köttflugor.

## Dottertaxa tillHeteronychia, i alfabetisk ordning[1]
- Heteronychia amica
- Heteronychia angelicae
- Heteronychia ardua
- Heteronychia basuto
- Heteronychia benefactor
- Heteronychia bergsoni
- Heteronychia bodediana
- Heteronychia brachystylata
- Heteronychia bulamatadi
- Heteronychia calicifera
- Heteronychia chapini
- Heteronychia chiquita
- Heteronychia clarahenae
- Heteronychia compactilobata
- Heteronychia cullottorum
- Heteronychia dayani
- Heteronychia destructor
- Heteronychia dimioniphalla
- Heteronychia dysderci
- Heteronychia evagorata
- Heteronychia fugitiva
- Heteronychia furcadorsalis
- Heteronychia furcoides
- Heteronychia geari
- Heteronychia germaini
- Heteronychia grenieri
- Heteronychia guillarmodi
- Heteronychia helanshanensis
- Heteronychia inducta
- Heteronychia iubita
- Heteronychia javita
- Heteronychia kataphygionis
- Heteronychia kisangani
- Heteronychia kovalae
- Heteronychia lednicensis
- Heteronychia limbata
- Heteronychia lindneriana
- Heteronychia macedonica
- Heteronychia malgache
- Heteronychia maritima
- Heteronychia mazurmovitshi
- Heteronychia mcgoughi
- Heteronychia morenita
- Heteronychia mossambica
- Heteronychia munroi
- Heteronychia nadae
- Heteronychia nanula
- Heteronychia obvia
- Heteronychia perplexa
- Heteronychia petrovae
- Heteronychia plutus
- Heteronychia sachalinensis
- Heteronychia salerensis
- Heteronychia selene
- Heteronychia sisyphus
- Heteronychia surda
- Heteronychia tenupenialis
- Heteronychia vachai
- Heteronychia wahisi
- Heteronychia vervesi
- Heteronychia wieseli
- Heteronychia violovitshi
- Heteronychia volcanoaetnica
- Heteronychia zumpti